# Condado de Clark (Misuri)
El condado de Clark (en inglés: Clark County) es un condado en el estado estadounidense de Misuri. En el censo de 2000 el condado tenía una población de 7.416 habitantes. Forma parte del área micropolitana de Fort Madison – Keokuk. La sede de condado es Kahoka. El condado fue formado en 1836 y fue nombrado en honor a William Clark, el líder de la Expedición de Lewis y Clark y el cuarto Gobernador del Territorio de Misuri.

## Geografía
Según la Oficina del Censo, el condado tiene un área total de 1.326 km² (512 sq mi), de la cual 1.314 km² (507 sq mi) es tierra y 12 km² (5 sq mi) (0,90%) es agua.

### Condados adyacentes
- Condado de Lee, Iowa (norte)
- Condado de Hancock, Illinois (este)
- Condado de Lewis (sur)
- Condado de Knox (suroeste)
- Condado de Scotland (oeste)
- Condado de Van Buren, Iowa (noroeste)

### Áreas protegidas nacionales
- Great River National Wildlife Refuge

## Autopistas importantes
- U.S. Route 61
- U.S. Route 136
- Ruta Estatal de Misuri 27
- Ruta Estatal de Misuri 81

## Demografía
En el  censo de 2000, hubo 7.416 personas, 2.966 hogares y 2.079 familias residiendo en el condado. La densidad poblacional era de 15 personas por milla cuadrada (6/km²). En el 2000 había 3.483 unidades habitacionales en una densidad de 7 por milla cuadrada (3/km²). La demografía del condado era de 98,83% blancos, 0,07% afroamericanos, 0,20% amerindios, 0,07% asiáticos, 0,01% isleños del Pacífico, 0,22% de otras razas y 0,61% de dos o más razas. 0,70% de la población era de origen hispano o latino de cualquier raza. 
La renta promedio para un hogar del condado era de $29.457 y el ingreso promedio para una familia era de $36.270. En 2000 los hombres tenían un ingreso medio de $27.279 versus $19.917 para las mujeres. La renta per cápita para el condado era de $15.988 y el 14,10% de la población estaba bajo el umbral de pobreza nacional.

## Ciudades y pueblos
| - Alexandria - Kahoka | - Luray - Revere | - St. Patrick - Wayland | - Wyaconda - St. Francisville |

### Municipios
- Municipio de Clay
- Municipio de Des Moines
- Municipio de Folker
- Municipio de Grant
- Municipio de Jackson
- Municipio de Jefferson
- Municipio de Lincoln
- Municipio de Madison
- Municipio de Sweet Home
- Municipio de Union
- Municipio de Vernon
- Municipio de Washington
- Municipio de Wyaconda